# Satellaview
Satellaview (jap. サテラビュー Saterabyū) – modem satelitarny stworzony dla konsoli Super Nintendo Entertainment System, wydany na wyłączność w Japonii w 1995 roku. Został stworzony przez firmę Nintendo w celu odbioru sygnału z radia satelitarnego St. GIGA należącego do Wowow. Dostępny dla zamówień przedpremierowych, które rozpoczęły się 13 lutego 1995, Satellaview wycenione było na 14,000¥ oraz 18,000¥ (około 401 zł i 516 zł). W skład zestawu wchodził m.in. kartridż BS-X i 8M Pakiet Pamięci (Memory Pak).
Firma St. GIGA była odpowiedzialna za zarządzanie serwerem plików, utrzymanie i wykonanie dubbingu w grach "SoundLink". Transmisja danych dostarczanych przez firmę Nintendo otrzymała stały przedział czasowy, nazywany godziną Super Famicom (Super Famicom Hour スーパーファミコンアワー), podczas której zakodowane sygnały były przesyłane strumieniowo przez fale radiowe "BS digital hi-vision TV" (ＢＳデジタルハイビジョンテレビ), a następnie dekodowane przez BS Tuner (dekoder satelitarny) i przesyłane do Satellaview. Słuchacze St. GIGA byli już wyposażeni w BS Tuner'y nim owa firma zawarła kontrakt z Nintendo, więc właściciele Satellaview, którzy nie posiadali BS Tuner'a, musieli kupić go osobno od St. GIGA w cenie 33,000¥ (około 946 zł), a także zarejestrować się w comiesięcznych wspólnych opłatach Nintendo i St.GIGA. Alternatywnie, użytkownicy mogli wynająć BS Tuner od St. GIGA na okres 6 miesięcy w cenie 5,400¥ (około 154 zł). Nawet przy tak wysokiej cenie, St. GIGA odnotowało liczbę subskrypcji sięgającą 116,378 gospodarstw w marcu 1997, która spadła do około 46,000 użytkowników w czerwcu 2001 roku, rok po zakończeniu transmisji dla Satellaview.

## Nazwa
Nazwa Satellaview to kontaminacja słów "Satellite" (satelita) i "view" (widok). "BS" oznacza "Broadcast Satellite", wspólną nazwę jednych z bezpośrednich satelitów nadawczych w Japonii.
Ponieważ Satellaview wydane było tylko w Japonii, pojawiły się pewne zamieszania wśród anglojęzycznych entuzjastów, którzy błędnie rozszerzyli prefiks "BS". W rezultacie wiele błędnych tłumaczeń jest używanych i często rozpowszechnianych przez angielskojęzycznych graczy, najczęściej "Bandai Satellaview" lub "Broadcast Satellaview". Innym częstym błędem, który można znaleźć w anglojęzycznych witrynach fanów, jest zastosowanie prefiksu "BS" do wszystkich tytułów Satellaview. Chociaż prawdą jest, że niektóre tytuły Satellaview wykorzystują prefiks "BS", większość z nich nie. Najbardziej standardową metodą oznaczania gier Satellaview było użycie trzech formatów do trzech różnych celów:
- Prefiks "BS" został użyty tylko w grach SoundLink (np. BS Zelda no Densetsu). Wszystkie tytuły "BS-" to gry SoundLink, ale nie wszystkie gry SoundLink posiadają prefiks "BS".
- Prefiks "BS version" (wersja BS) (「ＢＳ版」"BS-ban") został użyty wyłącznie w przypadku wydań które nie posiadały wokalizacji tzw. gry non-SoundLink (np. Dezaemon Wersja BS (デザエモンＢＳ版 "Dezaemon BS-ban")). Chociaż wszystkie gry z sufiksem "wersja BS" są oryginałami Satellaview, nie wszystkie oryginalne gry z tej platformy posiadają prefiks "wersja BS".
- Oryginalne tytuły zostały użyte do portów gier Satellaview i ich konwersji (np. Zelda no Densetsu Kamigami no Triforce).
- Czwarta odmiana tytułów używająca prefiksu "Satella-" (「サテラ」) jest powszechna w grach Satellaview, takich jak SatellaWalker (サテラウォーカー). Te gry są oryginalnymi materiałami Satellaview, które często przybierają formę gier Quiz z motywem Satellaview lub odnoszących się do świata BS-X: Historia miasta, którego nazwa została skradziona (BS-X それは名前を盗まれた街の物語).

Ponieważ system Broadcast Satellite (BS) był używany w Japonii przed premierą Satellaview; Termin "BS" może odnosić się do programowania przed wydaniem owego akcesorium.

## Sprzęt

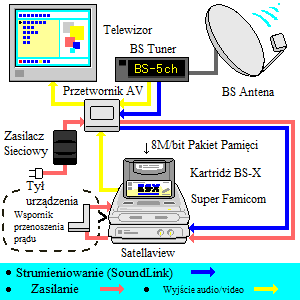
Diagram ukazujący, jak Satellaview współdziała z urządzeniami odbiorczymi i dekodującymi St. GIGA oraz telewizorem, dostarczając dane gry do gracza.

Podstawowy zestaw Satellaview obejmuje:
- Adapter Satellaview (SHVC-029), podłączany do spodu konsoli Super Famicom; do (wcześniej nieużywanego) portu rozszerzeń.
- Wspornik w kształcie litery L (SHVC-033), zasilający Super Famicom poprzez Satellaview.
- Zasilacz sieciowy (SHVC-032), przewód zasilający.
- AV Selector (SHVC-030), przetwornik audiowizualny.
- Kartridż, BS-X: Historia miasta, którego nazwa została skradziona (BS-X: それは名前を盗まれた街の物語) (SHVC-028) Podłączany do gniazda na kartridże na górnej części konsoli Super Famicom, aby dostarczyć system menu do pobierania transmisji i gier.
- 8M Pakiet Pamięci (Memory Pak) (SHVC-031), podłączony do kartridża BS-X umożliwiający zapisywanie postępu w grze i innych danych. Pakiety te były wielokrotnego zapisu i mogą być używane w połączeniu z kilkoma innymi kompatybilnymi kartridżami. Podstawowy zestaw Satellaview zawierał wiele pustych etykiet do wielokrotnego zapisu, które mogły być przyczepione do 8M Pakietu Pamięci, aby gracze mogli odpowiednio oznaczać co jest zapisane na danym Pakiecie.

Zestaw deluxe zawierał wszystkie powyższe jednostki, także 8M Pakiet Pamięci. Jednostka bazowa Satellaview zawiera około 512 KB pamięci; jednak Pakiet Pamięci deluxe był wymagany do większych gier i umożliwiał graczowi zapisywanie wielu gier. Pakiety Pamięci były również sprzedawane oddzielnie, a dziś nośniki te są podstawowym źródłem wyszukiwania danych dla członków subkultury kolekcjonerów i entuzjastów, którzy przywracają te gry poprzez emulację.

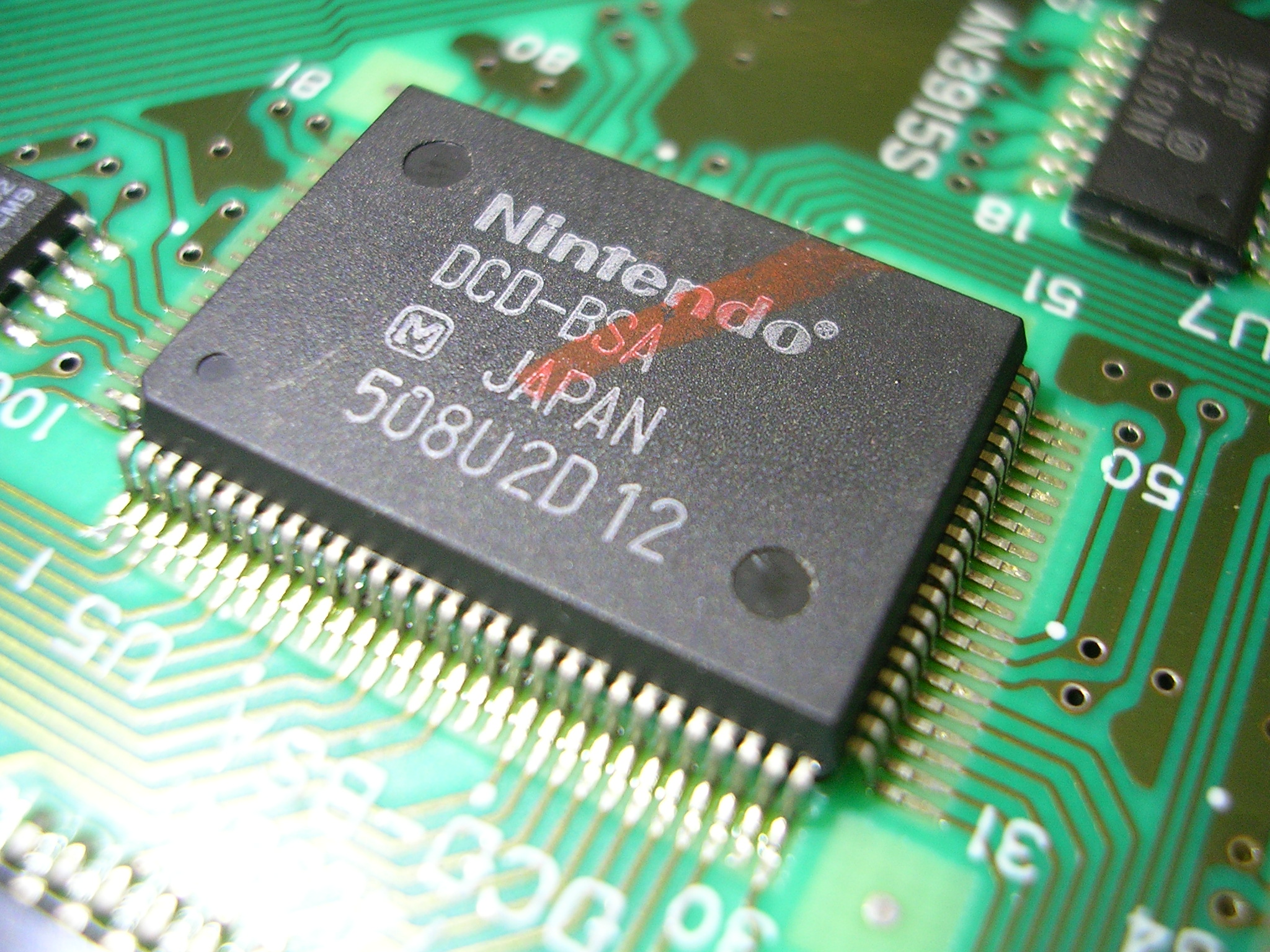
DCD-BSA
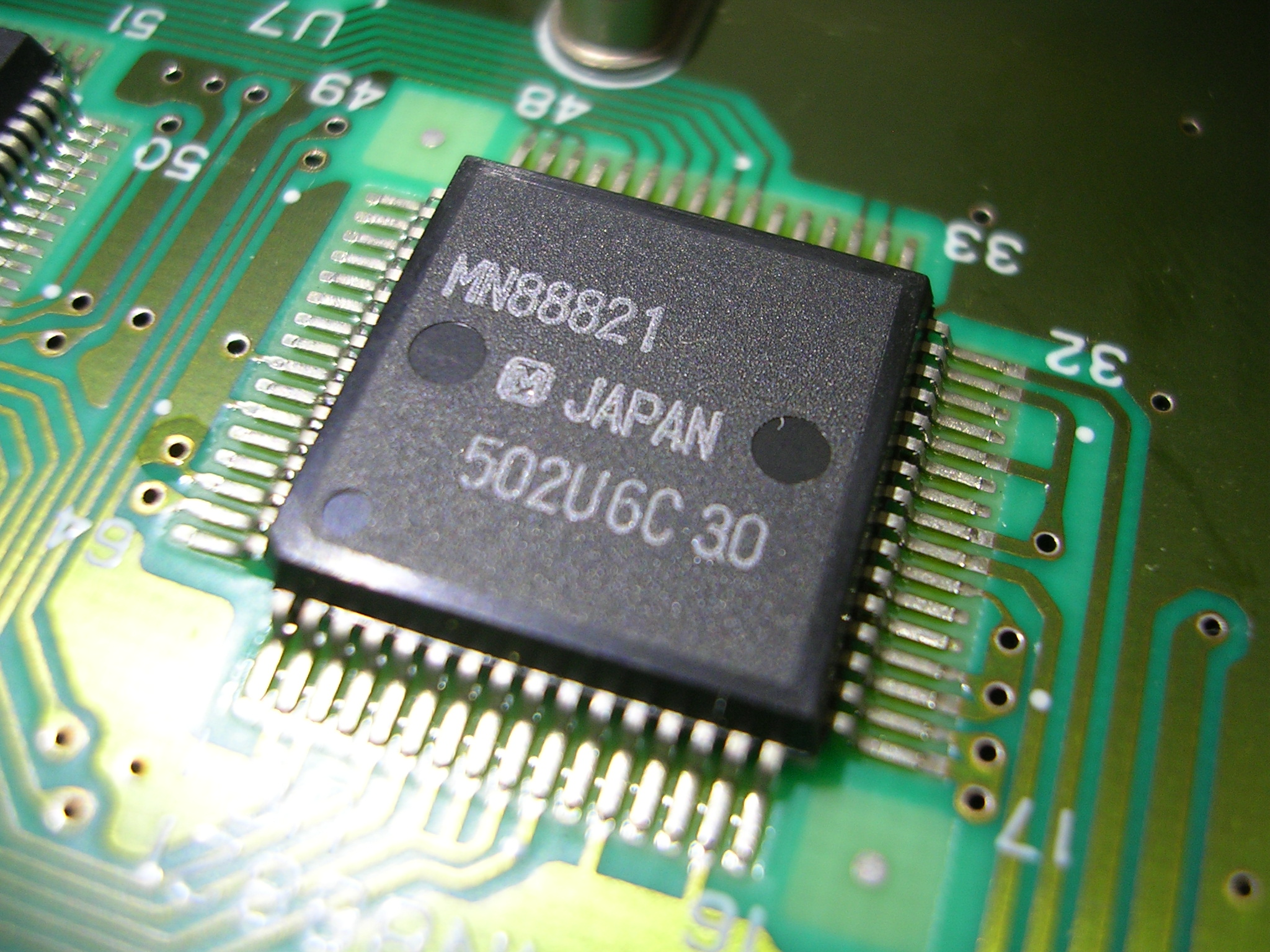
Matsushita MN88821

## BS-X: Sore wa Namae o Nusumareta Machi no Monogatari

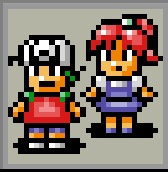
Męska i żeńska postać używana do poruszania się po mieście.

W zestawie Satellaview dołączony jest kartridż o nazwie BS-X: Historia miasta, którego nazwa została skradziona (BS-X それは名前を盗まれた街の物語). Zawartość tego kartridża przybiera postać gry; jednak jego rzeczywistym celem było służyć jako interaktywny system menu dla podsystemu Satellaview. Podczas pierwszego uruchomienia gracz może wprowadzić imię swojej postaci oraz jej płeć, a następnie poruszać się po wirtualnym mieście. Domy i sklepy w mieście służyły jako lokacje pobierania, gdzie gracz mógł bezpośrednio pobierać strumeniowane gry lub cyfrowe czasopisma. Pobieranie danych zapisywało dane gry w tymczasowych miejscach pamięci, które pozostawały w swoim oryginalnym stanie, dopóki gracz nie ściągnął nowej gry, która zajmie miejsce poprzedniej.
Oprócz plików do pobrania, gracze mogli także podróżować do miejsc w grze, takich jak Wall Newspaper Co. (かべ新聞社 kabe shinbunsha), aby przeczytać krótkie tekstowe wiadomości ogłoszeniowe St.GIGA i Nintendo, które np. ogłaszały zwycięzców konkursów, przyszłe gry i szczegóły dotyczące harmonogramu programowania, przyczyniło się to także do podniesienia świadomości na temat ważnych wydarzeń związanych z działaniami twórców materiałów SoundLink. Ponadto awatar został wyposażony w ekwipunek oraz walutę w grze, która mogłaby zostać wydana na różne przedmioty w grze, takie jak karty telefoniczne, bilety samochodowe, przynęty i buty, które umożliwiły graczowi szybkie podróżowanie, zamiast chodzenia. Choć kartridż BS-X nie miał żadnego celu, w grę wchodziło mnóstwo wątków, a zatem można uznać go za grę wideo w sensie narracyjnym.
Niektóre serie gier do pobrania, a w tym Dezaemon (Wersja BS): BS-X Shooting (デザエモンBS版 BS-Xシューティング) (22 kwietnia 1996 r.), SatellaWalker (サテラウォーカー) (29 czerwca 1997 r.), SatellaWalker 2 (サテラウォーカー2) (15 lutego 1998 r.) Zostały wydane z wątkami umieszczonymi w Mieście, którego nazwa została skradziona. Seria gier SoundLink SatellaWalker dotyczyła głównie przygód w stylu RPG z główną postacią jako bohater/bohaterka kartridża BS-X i dwóch maskotek Satellaview, Satebō (サテ坊) (antropomorficzny satelita) i Parabō (パラ坊) (antropomorficzny, paraboliczny talerz satelitarny) jako jedne z głównych postaci.  Te postacie zostały zaprojektowane przez Noriko Kitamura (北村典子) z pomocą od Masaru Nishida (西田勝), te dwie postacie podkreślały wszystkie materiały dotyczące Satellaview, pojawiając się nie tylko na kartridżu BS-X, ale również w instrukcji obsługi, broszurach Satellaview, różnych prasowych publikacjach i czasopismach oraz na świadectwach osiągnięć osób nagrodzonych za różne wydarzenia.

## Transmisje Satelitarne St. GIGA
Każdego dnia pomiędzy 23 kwietnia 1995 roku a 30 czerwca 2000 roku serwery St. GIGA transmitowały materiały za pośrednictwem Sieci BS, które były odbierane i dekodowane przez subskrybentów usługi Satellaview firmy Nintendo. Chociaż St. GIGA i Nintendo pracowali jako partnerzy między kwietniem 1995 roku a kwietniem 1999 roku, napięcia pomiędzy nimi spowodowały sprzeczność między firmami, które doprowadziły do zerwania kontraktu Nintendo z St.GIGA, a także do zakończenia wsparcia Nintendo dla systemu Satellaview. Mimo tego, St. GIGA kontynuowało transmisję danych satelitarnych samotnie; wyłącznie w okresie od kwietnia 1999 roku do czerwca 2000 roku, kiedy to zaprzestano wsparcia systemu.
Materiał transmisyjny składał się z trzech typów danych:
- Gry – oryginalne tytuły Satellaview, jak również wersje oprogramowania zwykłych gier NES i SNES, były transmitowane codziennie przez cały okres życia przez firmę St. GIGA w zakresie obsługi Satellaview. Wśród owych gier znalazły się również tytuły SoundLink, jak i gry non-SoundLink bez wokalizacji; a także wersje przedpremierowe nadchodzących tytułów i prac studenckich[13]. Duża liczba gier była dodatkowo podstawą większych wydarzeń krajowych, w których gracze rywalizowali o nagrody przyznawane przez St. GIGA.
- Czasopisma – magazyny cyfrowe można było odczytywać na ekranie; zawarte były w nich informacje na różne tematy, takie jak zbliżające się gry wideo, muzyka, spektakle komediowe i życie idoli j-pop'u. Podobnie jak w przypadku gier, czasopisma wydawane były się zarówno w formacie SoundLink, jak i w bezdźwięcznym formacie[13]. Udźwiękowienie czasopism SoundLink było wykonywane przez członków różnych komediowych zespołów popularnych w Japonii, np. All Night Nippon(inne języki), Bakushō Mondai(inne języki), Hikaru Ijūin(inne języki) itp., a także bardzo często wyróżniały się gośćmi specjalnymi. Materiały transmisyjne składały się również ze zwykłych czasopism, publikacji Nintendo, komiksów tworzonych przez Lily Franky (リリー・フランキー), itp.[13]
- Dane – mniejsza liczba tytułów Satellaview została wydana jako specjalne wkłady do wybranych kartridżów, które posiadały dodatkowe dane o rozgrywce; do której należały specjalne pliki. Te wkłady można jednak zamienić na kartridż BS-X, aby pobrać określone scenariusze dotyczące serii[13]. Takie wkłady działały podobnie jak specjalne, przeznaczone do gier wkłady Nintendo Power, gdzie podstawowa gra została zakupiona oddzielnie, a następnie materiały dodatkowe można pobrać za pośrednictwem satelity.

Materiał audycyjny był zgodny z harmonogramem, który pozwolił właścicielom Satellaview zaplanować swoje codzienne obowiązki (takie jak szkoła, praca itp.), aby mieć czas wolny na pobranie gier, w które chcieliby zagrać. Ten regularny harmonogram był zmieniany, jednakże wielokrotnie podczas całego życia Satellaview uwzględniał takie udogodnienia, jak zwiększona lub zmniejszona dostępność ekskluzywnych gier SoundLink; wymagania klienta dotyczące obsługi SatellaGuide oraz ograniczone wsparcie w późniejszych latach. Poniżej znajduje się tabela przedstawiająca harmonogram przesyłania nowej zawartości:
Ponowna emisja gier, które należały do "Regularnej Transmisji" były transmitowane nieprzerwanie przez cały okres dostępności serwerów St. GIGA dla Satellaview. W związku z tym, ponowne emisje gier bez udźwiękowienia SoundLink były dostępne dla graczy w niektórych godzinach, jednocześnie z nowymi transmisjami SatellaGuide w latach 1998 i 2000.

### Gry
Gry Satellaview były transmitowane epizodycznie w tygodniowych lub czasami dziennych częściach, z maksymalną ilością zazwyczaj 4 części. W miarę dodawania nowych epizodów gracze musieliby stawić czoła nowym poziomom i mapom, a w ich pierwotnym świecie gry niedostępne lokacje stałyby się odblokowane, co pozwoliło na odkrywanie nowych obszarów w grze. Elementy gry i punkty często przenoszone były z jednego tygodnia do następnego automatycznie (wymagane było, aby gracz używał tego samego 8M Pakietu Pamięci) lub za pomocą haseł i kodów.
Gry można było pobrać z poziomu interaktywnego menu; miasta gier znanego jako BS-X Historia miasta, którego nazwa została skradziona, który był używany jako interfejs. Po włączeniu Satellaview z włożonym kartridżem BS-X, gracz mógł wędrować do miasta i odwiedzać liczne budynki. Odwiedzenie tych budynków pozwalało graczowi pobierać i grać w gry. Zawartość budynków zmieniała się z godziny na godzinę (w późniejszych latach co kilka godzin), co ułatwiało graczom, którzy chcieli zagrać konkretną grę. Ważne było prawidłowe wyszukanie czasu nadawania gier w tabelach Super Famicom Hour (スーパーファミコンアワー) wydanych online przez firmę Nintendo oraz w formie wydruku czasopism takich jak Satellaview Communications Magazine (サテラビュー通信 Saterabyu Tsuushin).